# Zelindopsis nudapex
Zelindopsis nudapex là một loài ruồi trong họ Tachinidae.